# Krystyna Roux-Dorlut
Krystyna Halina Roux-Dorlut, fr. Chrisitine Roux-Dorlut – polska i francuska architekt.

## Życiorys
Urodziła się jako Krystyna Halina Gandziarek, ukończyła studia na Wydziale Architektury Politechniki Warszawskiej. Wyjechała do Francji, gdzie kontynuowała naukę na Ecole Spéciale d’Architecture w Paryżu oraz studiowała planowanie urbanistyczne na Sorbonie, prowadziła badania nad działalnością w Nancy Emmanuela Héré. Wspólnie z Le Corbusierem pracowała nad projektami w Venise, pracując w Atelier des Bâtisseurs uczestniczyła w projektach Vladimira Bodianskiego i Georgesa Candilisa. Należy do francuskiej Akademii Architektury (Académie d'Architecture), przewodniczy Anglo-Francuskiemu Związkowi Architektów oraz wykłada w Schools of American Arts w Fontainbleau.

## Praca zawodowa
Krystyna Roux-Dorlut stworzyła wiele projektów domów wielo- i jednorodzinnych oraz obiektów usługowych w Paryżu i Île-de-France, jest autorką planu urbanistycznego Maure Vieil (gmina Mandelieu-la-Napoule, Alpy Nadmorskie). Prowadziła studia nad wioską artystyczną i rzemieślniczą, zaprojektowała siedzibę Amalgamated Dental w Rueil-Malmaison. Brała udział w tworzeniu planu urbanistycznego dla Algieru. Nadzorowała restaurację zabytkowych budynków w Bel Air Château i posiadłości w Deauville, zaprojektowała budynek Gershwin w Boulogne-sur-Seine. We współpracy z mężem Pierre’em Roux-Dorlutem (1919-1995) opracowała projekt parku tematycznego w Orlando na Florydzie. Wspólnie pracowali nad wielkimi projektami w Vence, domu Matisse'a, dzielnicą artystyczną, centrum sztuki współczesnej w Esterel, bloku jednorodzinnego w Boulogne-sur-Seine, restauracji XVII wiecznego pałacu w Montfort l'Amaury.
Otrzymała nagrodę "Beauté de Paris et de l'Île de France" za najpiękniejszy budynek od władz rejonu paryskiego, nagrodę CIAM oraz nadano jej tytuł oficera Legii Honorowej.